# 沙湾街道 (湛江市)
沙湾街道，是中华人民共和国广东省湛江市赤坎区下辖的一个乡镇级行政单位。

## 行政区划
沙湾街道下辖以下地区：
滨海社区、金沙湾社区和碧海社区。